# Тараненко Олександр Андрійович
Олекса́ндр Андрі́йович Тараненко (* 11 листопада 1940, село Червона Кам'янка, Олександрійський район, Кіровоградська область, УРСР) — український поет, автор збірок поезій та прозових творів.
Народився у сім'ї колгоспників, батьки: Андрій Дмитрович та Марія Василівна. Під час радянсько-німецької війни батько воював на фронті. Документи сім'ї під час пожежі згоріли. В мирний час малому Сашкові було виписано нові документи, в яких, як говорив він сам, для зручності дату його народження було записано так: 01.01.1941 року.
З 1947 по 1957 рік навчався в Червонокам'янській середній школі. Був допитливим, любив співати, часто виступав у сільських клубах (в селі в той час було п'ять колгоспів, кожен мав свій осередок культури). У 1957—1959 рр. навчався в Олександрійському культпросвітньому училищі, потім працював старшим піонервожатим у Червонокам'янській школі-інтернаті. Вірші почав складати у ранній юності.
В 1963 році Олександр Тараненко переїздить до міста Дніпродзержинська, працює слюсарем на заводі, потім на комсомольській, педагогічній та партійній роботі. З 1965 року професійно займається журналістською діяльністю в газеті «Дзержинець» та дніпропетровській обласній газеті «Зоря», сповна віддається улюбленій справі.
Здобув вищу філологічну освіту, закінчивши Кримський університет. В 1978 році вийшла перша збірка віршів поета «Одвічне свято урожаю». Вона впевнено підтвердила самобутній талант поета з Червоної Кам'янки, його любов до рідного села, батьківського поля, своїх односельців, школи, першої вчительки. За 25 років творчої діяльності поет написав і видав 25 збірок лірики, сатири, гумору, а також пісень, музику до яких написав композитор Ігор Тищенко. Олександр Тараненко був редактором газети «Ветеран Придніпров'я». Удостоєний ордена «Козацька слава» ІІІ ступеня Міжнародної громадської організації «Козацтво запорозьке». Серце поета зупинилося 25 грудня 2013 року. Рішенням виконкому Червонокам'янської сільської ради від 17 листопада 2015 року вулиця Жовтнева, де пройшло дитинство поета, перейменована на вулицю Олександра Тараненка.